# Lauren Whyte
Lauren Whyte (Olmsted Falls, 10 febbraio 1991) è una pallavolista statunitense.
Gioca nel ruolo di schiacciatrice nel Cheseaux.

## Carriera
La carriera di Lauren Whyte inizia nei tornei scolastici dell'Ohio, difendendo i colori della Olmsted Falls HS. Dopo il diploma partecipa alla NCAA Division I con la George Washington dal 2009 al 2012.
Nella stagione 2015-16 firma il suo primo contratto professionistico, giocando nella Superliqa azera con l'Azəryol. Nella stagione seguente approda in Svizzera, dove difende i colori del Cheseaux, in Lega Nazionale A.